# Guaranobunus
Guaranobunus is een geslacht van hooiwagens uit de familie Sclerosomatidae.
De wetenschappelijke naam Guaranobunus is voor het eerst geldig gepubliceerd door Ringuelet in 1954. 

## Soorten
Guaranobunus is monotypisch en omvat slechts de volgende soort:
- Guaranobunus guaraniticus